# Acciona 100% EcoPowered (coche)
El Acciona 100% Ecopowered es un coche eléctrico creado por Acciona, el primero de cero emisiones que ha completado el Rally Dakar y el único en finalizar, hasta en 2 ocasiones, una prueba del calendario del Campeonato Mundial de Rallies.

## Historia
En 2012, un equipo de I+D de Acciona, formado por más de 20 integrantes, creó el vehículo, capaz de competir en condiciones adversas sin emitir dióxido de carbono (CO2).
El Acciona 100% EcoPowered compitió por primera vez en el Dakar 2015. Posteriormente, se introdujeron en el vehículo una serie de mejoras: se aligeró el peso del mismo en un 40%, se incorporaron ocho packs de nuevas baterías más potentes, tracción 4x4 y un cambio de marchas secuencial que permite optimizar el comportamiento del motor eléctrico.
En octubre de 2015, el Acciona 100% EcoPowered compitió en el Rally OiLibya de Marruecos, donde se convirtió en el primer vehículo cero emisiones en finalizar una prueba del calendario del Campeonato Mundial de Rallies.
En enero de 2016, compitió de nuevo en el Rally Dakar 2016. Tras completar 10 etapas, quedó descalificado por llegar tarde a la salida de la undécima etapa.
En noviembre de 2016, el Acciona 100% EcoPowered finalizó el Rally OiLibya de Marruecos por segundo año consecutivo. En enero de 2017, el Acciona 100% EcoPowered pilotado por Ariel Jaton, finalizó el Rally Dakar, siendo el primer coche eléctrico en conseguirlo.
Posteriormente, el Acciona Ecopowered participó en el rally Italian Baja en 2017, baja Tijuana en el mismo año y Finke Rally en 2018 con Andrea Peterhansel como piloto, Ariel Jaton como director técnico del proyecto.[cita requerida]